# Termunterzijl
Termunterzijl est un village néerlandais situé dans la commune d'Eemsdelta, en province de Groningue. Le village est situé au sud-est de Delfzijl, non loin de l'Ems. Au recensement du 1er janvier 2021, il compte 295 habitants.

## Histoire

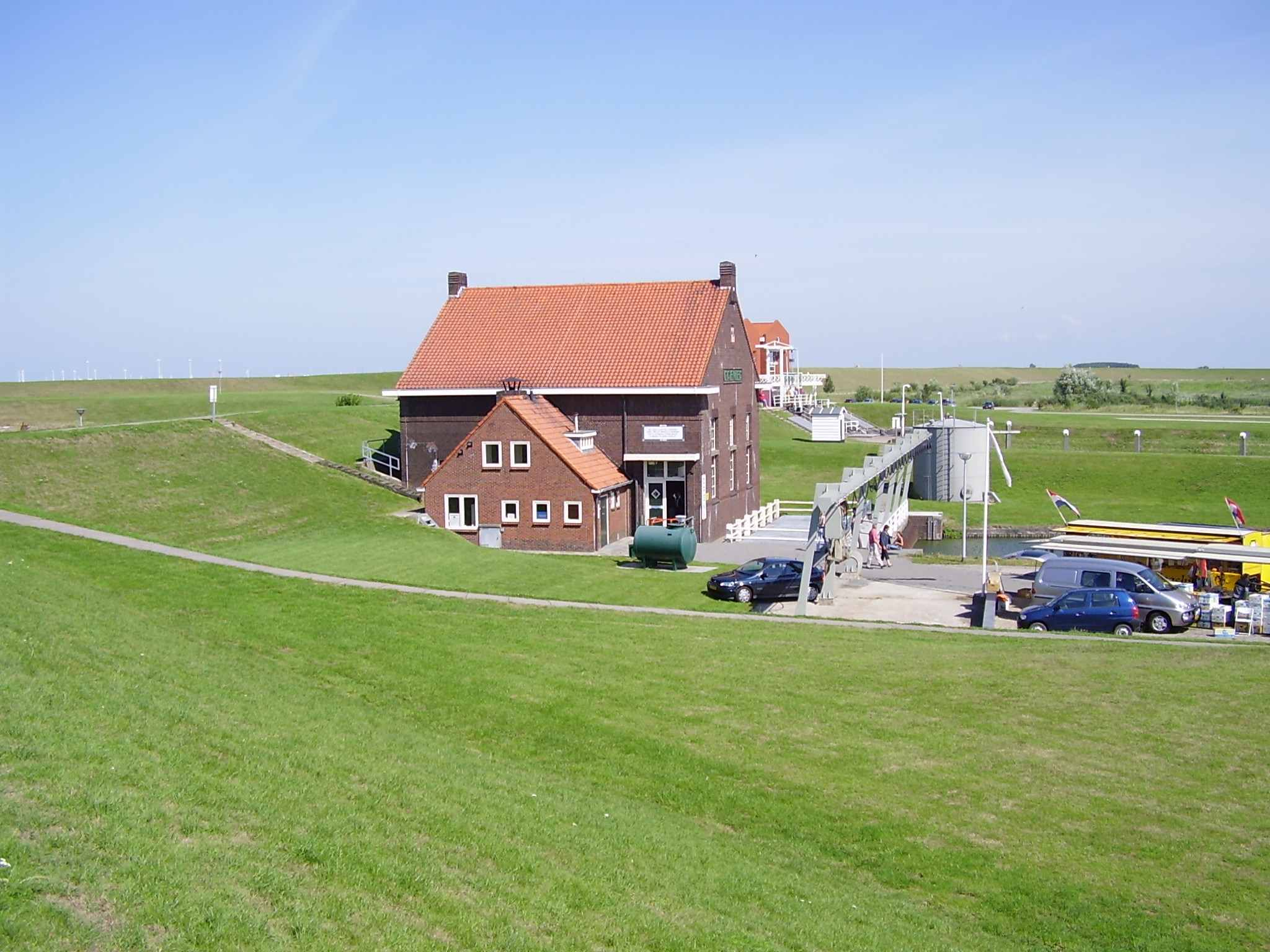
La station de pompage Cremer, classée aux monuments nationaux.

Le village se forme autour de l'écluse construite en 1601 dans le Termunterzijldiep. À la fin de l'Empire français, Termunterzijl avait un certain intérêt militaire, car le village héberge une batterie qui sert dans le siège de Delfzijl. Au milieu du XIXe siècle, le village était un centre de pêche et de commerce, stimulé par la navigation commerciale liée aux défrichements des anciens marais de Groningue et Drenthe. En 1840, le village comptait 50 maisons et 340 habitants. 
Jusqu'au 1er janvier 1990, Termunterzijl fait partie de la commune de Termunten, lorsqu'elle rejoint Delfzijl, elle-même incorporée dans la nouvelle commune d'Eemsdelta au 1er janvier 2021. De nos jours, le port de Termunterzijl est surtout important pour la plaisance. Le centre de Termunterzijl a un statut d'ensemble de monuments historiques protégé.